# 347 Pariana
347 Pariana este un asteroid din centura principală, descoperit pe 28 noiembrie 1892, de Auguste Charlois.